# Біглервілл (Пенсільванія)
Біглервілл (англ. Biglerville) — місто (англ. borough) в США, в окрузі Адамс штату Пенсільванія. Населення — 1225 осіб (2020).

## Географія
Біглервілл розташований за координатами 39°55′49″ пн. ш. 77°14′47″ зх. д. / 39.93028° пн. ш. 77.24639° зх. д. (39.930341, -77.246319).  За даними Бюро перепису населення США в 2010 році місто мало площу 1,69 км², уся площа — суходіл.

## Демографія
Згідно з переписом 2010 року, у селищі мешкало 1200 осіб у 479 домогосподарствах у складі 323 родин. Густота населення становила 710 осіб/км².  Було 509 помешкань (301/км²).
Расовий склад населення:
| - 91,7 % — білих - 0,8 % — чорних або афроамериканців - 0,3 % — азіатів - 0,1 % — корінних американців - 6,0 % — осіб інших рас |

До двох чи більше рас належало 1,1 %. Частка іспаномовних становила 19,1 % від усіх жителів.
За віковим діапазоном населення розподілялося таким чином: 24,8 % — особи молодші 18 років, 59,2 % — особи у віці 18—64 років, 16,0 % — особи у віці 65 років та старші. Медіана віку мешканця становила 38,8 року. На 100 осіб жіночої статі у селищі припадало 95,4 чоловіків;  на 100 жінок у віці від 18 років та старших — 92,7 чоловіків також старших 18 років.
Середній дохід на одне домашнє господарство  становив 66 404 долари США (медіана — 46 923), а середній дохід на одну сім'ю — 77 750 доларів (медіана — 69 286). Медіана доходів становила 41 339 доларів для чоловіків та 33 438 доларів для жінок. За межею бідності перебувало 14,2 % осіб, у тому числі 19,5 % дітей у віці до 18 років та 5,7 % осіб у віці 65 років та старших.
Цивільне працевлаштоване населення становило 633 особи. Основні галузі зайнятості: освіта, охорона здоров'я та соціальна допомога — 24,8 %, виробництво — 22,0 %, роздрібна торгівля — 11,2 %, будівництво — 8,7 %.